# Mihai Costăchescu
Mihai Costăchescu (n. 23 septembrie 1884, Goești, Iași – d. 18 martie 1953, Iași) a fost un istoric și folclorist român, membru corespondent (din 1939) al Academiei Române. El a întocmit o schiță istorică a satului Goești, satul în care s-a născut.

## Viața și activitatea
Mihai Costăchescu a urmat studiile secundare și superioare la Iași, și va deveni inspector general al învățământului în Moldova. În anul 1933 primește premiul ”Gheorghe Asachi” al Academiei Române, iar în 1939 va deveni membru corespondent al aceleiași instituții. În ce privește lucrarea sa ca istoric, Mihai Costăchescu se va ocupa în principal de editarea izvoarelor slavo-române, oferind informații valoroase referitoare la onomastică și toponimie.